# Катульф
Катульф (греч. Κάτουλφος) — эфталитский аристократ, который был советником сасанидского шаха Хосрова I. Бартольд В. В. говорил, что Гатфер есть то же лицо, как Катульф византийских источников.

## История
Согласно труду Менандра Протектора, эфталит Катульф был оскорблён царём эфталитов, изнасиловавшим его жену, поэтому он предал своих соплеменников тюркам. Сам он перебежал к персидскому шахан-шаху, где занял видное положение при его дворе. Катульф, пользовавшийся влиянием на государственные дела, будто бы, посоветовал шаху купить шёлк у согдийцев, а затем его сжечь.